# Monastère de Koudoumá
Le monastère de la Panagía Koudoumá (grec moderne : Μονή Παναγίας Κουδουμά), plus connu sous le nom de monastère de Koudoumá (Μονή Κουδουμά), est un monastère orthodoxe sur l'île de Crète, en Grèce. Il est situé dans le dème de Gortyne, à proximité du village de Stérnes. Monastère masculin, le lieu est dédié à la Dormition de la Mère de Dieu,.
Il est possible que le monastère de Koudoumá existe depuis le XIIIe siècle, ce qui en fait l'un des plus anciens de Crète. Le nom du monastère viendrait de son fondateur, Koudoumás, mais il est également suggéré qu'il proviendrait d'une espèce d'écureuil du nom de koudoumaliá. En état de ruines, le monastère est restauré et repeuplé en 1870.
Le monastère est construit sur le versant sud des Monts d'Asterousia sur la côte sud de l'île, sur la mer de Libye, et est situé à environ 80 kilomètres au sud de la ville d'Héraklion. Son emplacement en fait l'un des monastères les plus isolés de Crète, puisque le site n'est accessible que par un chemin de terre sinueux de 24 kilomètres traversant les montagnes. À proximité du monastère se trouve la plage de Koudoumá. L'église du monastère est de plan cruciforme, initialement dotée d'un seul mur et construite à l'intérieur d'une grotte. Plusieurs grottes situées à proximité du monastère sont transformées en chapelles.
Le recensement de 2011 y compte six habitants. Le monastère célèbre sa fête annuelle le 15 août.

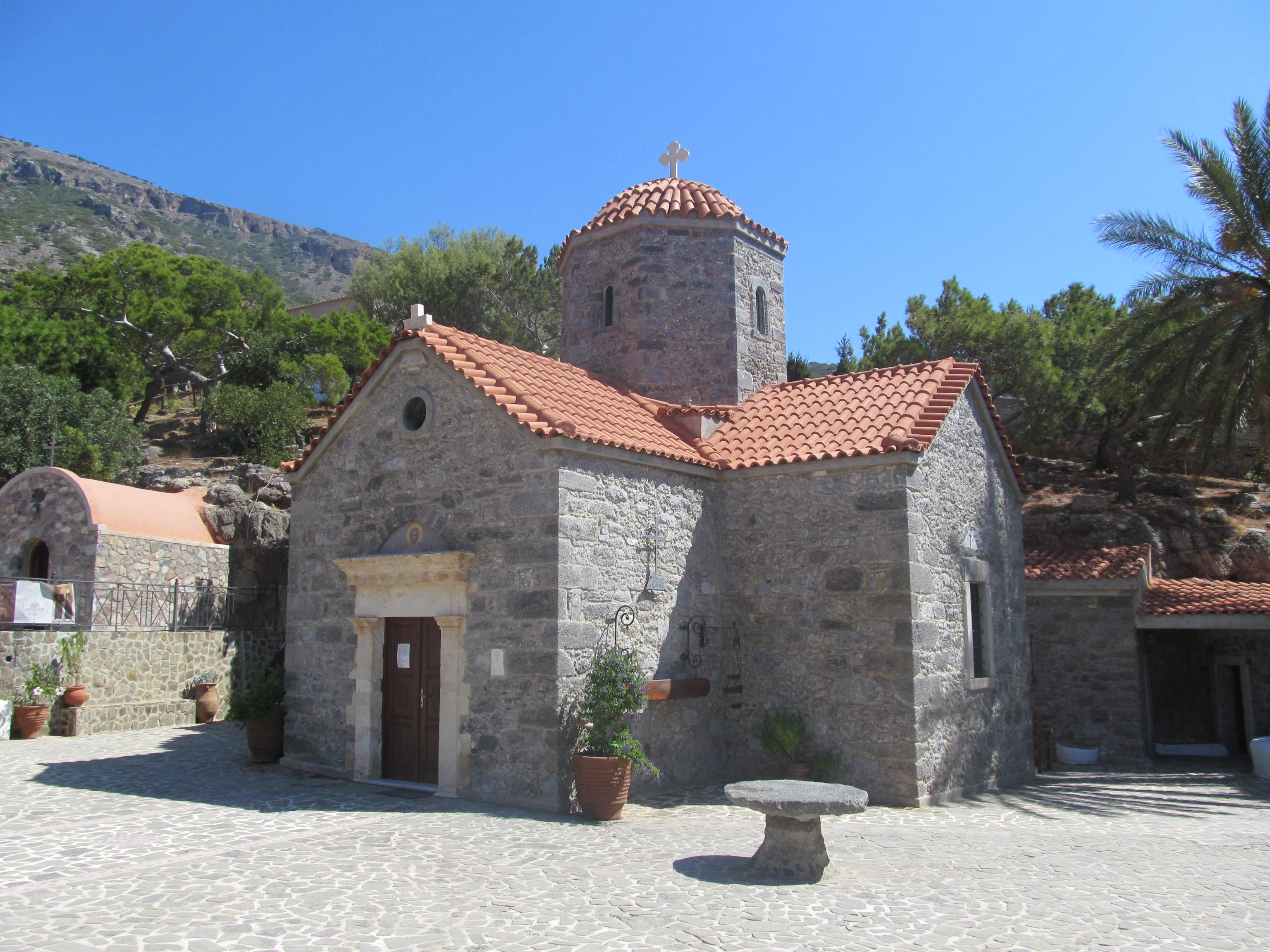
Vue de l'église du monastère de Koudoumá.